# 4250 Perun
4250 Perun è un asteroide della fascia principale del diametro medio di circa 19,6 km. Scoperto nel 1984, presenta un'orbita caratterizzata da un semiasse maggiore pari a 3,1672473 UA e da un'eccentricità di 0,1117210, inclinata di 2,53449° rispetto all'eclittica.
L'asteroide è dedicato alla divinità slava del tuono Perun.